# Gauntlet: The Third Encounter
Gauntlet: The Third Encounter è un videogioco sviluppato e pubblicato da Atari, e pubblicato per Atari Lynx nel 1990. Il gioco può essere giocato da uno a quattro giocatori, e rispetto ai precedenti titoli introduce nuove classi di personaggi come i “Nerd” o i “Punkrocker” ed è uno dei pochi giochi a sfruttare la modalità verticale dell'Atari Lynx.
Un anno dopo, la U.S. Gold e la Tengen pubblicarono un gioco completamente differente, intitolato Gauntlet III: The Final Quest.